# Торихама, Томэ
Томэ Торихама (яп. 鳥濱 トメ Торихама Томэ, 20 июня 1902 года — 22 апреля 1992 года) — владелица закусочной «Томия-сёкудо» в японском посёлке Тиран на южной оконечности острова Кюсю. В годы Второй мировой войны в Тиране располагалась авиабаза, с которой вылетали пилоты-камикадзе. Перед последней миссией многие из них заходили в закусочную Томэ Торихамы, которая относилась к ним ласково и заботливо, чем заслужила прозвище «Матушка камикадзе» (яп. 特攻の母 Токко: но хаха) или Тётушка камикадзе (яп. 特攻おばさん Токко: оба-сан).

## Биография

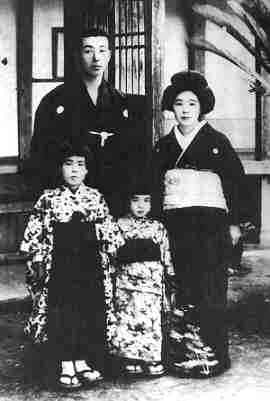
Томэ Торихама с мужем и дочерьми

Томэ родилась 20 июня 1902 года в префектуре Кагосима, в посёлке Боноцу (современный город Минамисацума). Её семья жила в нужде, такой сильной, что девочка не могла ходить в школу, долгое время оставалась неграмотной и до конца жизни говорила на сацумском диалекте, слабо понятном носителям стандартного языка. Юная Томэ работала нянькой и служанкой, а в возрасте 18 лет вышла замуж за Ёситоси Торихаму, выходца из старинного рода, хотя их родители противились такому союзу, поскольку семья Томэ была слишком бедной. После замужества Томэ несколько лет торговала вразнос попеременно в нескольких посёлках. У Томэ и Ёситоси было две дочери — Миако и Рэйко.
В 1929 году семья Томэ переехала в посёлок Тиран (в настоящее время город Минамикюсю), где они смогли открыть закусочную «Томия-сёкудо» (яп. 富屋食堂). В ней Томэ работала вместе с дочерьми. В Тиране находилась авиабаза армейских ВВС, и с 1942 года закусочная Томэ стала обслуживать военных лётчиков. Её дочери, кроме того, некоторое время работали прачками, швеями, уборщицами и поварихами в женском отряде обслуживания авиабазы. Когда в 1944 году Япония, проигрывая в войне, решила прибегнуть к атакам камикадзе, пилоты напоследок нередко заходили в ресторанчик Томэ, относившейся к ним с нежностью и лаской. Кроме того, Томэ помогала лётчикам посылать письма домой, избегая военной цензуры Кэмпэйтая, а также сама писала родителям о смерти сыновей. Видимо, о каких-то её незаконных действиях стало известно, так как её однажды забрали на допрос, с которого она вернулась только на следующий день со вздутым от побоев лицом. После окончания войны в 1945 году, когда в Тиран пришли американские оккупационные войска, Томэ сначала была шокирована видом иностранцев и отсутствием у них каких бы то ни было манер, однако потом переменила мнение и стала обслуживать их в своей закусочной. К американцам она тоже относилась ласково, и они называли её «мама».
В послевоенной Японии Томэ Торихама стремилась сохранить память о лётчиках-камикадзе. Она готова была повторять истории о них десятки раз, лишь бы нашлись желающие слушать, и еженедельно (а позже — и через день) ходила на старый аэродром молиться о душах умерших. В 1952 году она переоборудовала «Томия-сёкудо» в гостиницу японского стиля (рёкан), чтобы в ней могли останавливаться родственники погибших пилотов, приехавшие посетить место, откуда их родные отправлялись на самоубийственные миссии. В 1955 году Томэ собрала деньги на изготовление копии статуи Каннон, богини милосердия, которую установили в честь погибших в маленьком храме около музея камикадзе в Тиране. Томэ приходила в этот храм молиться, убиралась там и убеждала окрестных детей помогать, вознаграждая их конфетами и жвачкой.
Кроме управления гостиницей, Томэ некоторое время работала в налоговом агентстве. Она дожила до 89 лет, проведя последние годы в доме престарелых, и умерла в 1992 году.

## Наследие

### Гостиница
Когда Томэ Торихама состарилась и отошла от дел, гостиницей «Томия-рёкан» стал управлять её внук Ёсикиё, а после смерти Ёсикиё — его жена Хацуё, которая по состоянию на 2006 год продолжала владеть этим заведением. Младшая дочь Томэ, Рэйко, перебралась в Токио и открыла там ресторан «Сацума Огодзё» (яп. 薩摩おごじょ), куда нередко заходили бывшие лётчики, помнившие её со времён войны.

### Музей
В 2001 году по соседству с гостиницей «Томия-рёкан» открылся мемориальный музей камикадзе под названием «Музей светлячков» (яп. ホタル館 Хотару кан), директором которого стал внук Томэ Акихиса Торихама. В музее представлены истории, основанные на воспоминаниях Томэ и касающиеся различных эпизодов из жизни около двух десятков пилотов-камикадзе, которые посещали её закусочную, а также фотографии и некоторые личные вещи лётчиков. Экспозиция включает истории о 19-летнем камикадзе, который очень боялся кошек; о корейском лётчике, который в последний вечер перед вылетом пел национальную корейскую песню «Ариран»; и о пилоте, который пообещал после смерти вернуться в виде светлячка, и после его вылета вечером в закусочной действительно появился большой светлячок, что было воспринято как возвращение души погибшего. Впоследствии эта история послужила основанием для именования музея.

### Прочее
В Тиране Томэ Торихаме посвящено два монумента. Оба находятся около Тиранского музея камикадзе, первый был установлен в 1981 году, второй — в 2007 году при поддержке съёмочной группы фильма «За тех, кого мы любим». Существует песня в жанре энка под названием «Спасибо тебе, тётушка камикадзе» (яп. 特攻おばさんありがとう Токко: оба-сан аригато:) и фильм «Светлячок», сюжет которого основан на комбинации историй про корейского камикадзе и лётчика, «вернувшегося в виде светлячка». Рэйко, младшая дочь Томэ, написала книгу о своей матери под названием «Возвращение светлячка» (яп. ホタル帰る Хотару каэру). Существуют и другие книги, написанные на основе интервью с Томэ и Рэйко. Среди них — «К далёким небесам» (яп. 空のかなたに Сора но каната ни), компиляция историй Томэ о лётчиках-камикадзе, опубликованных в газете «Асахи симбун»; «Посёлок камикадзе: Тиран» (яп. 特攻の町　知覧 Токко: но мати — Тиран) авторства Санаэ Сато; и «Время цветов — грустное время» (яп. 華のときは悲しみのとき Хана но токи ва канасими но токи) Масако Аихоси.